# Леді (фільм, 1925)
Леді (англ. The Lady) — американська драма режисера Френка Борзегі 1925 року.

## Сюжет
Молода жінка виходить заміж за сина британського аристократа. Її чоловік, який був позбавлений спадщини свого батька, витрачає всі гроші на азартні ігри в казино, а потім помирає, залишивши її без грошей і з маленьким сином. Коли її колишній свекор пробує отримати опіку над дитиною, вона залишає його з парою, якій вона довіряє, але коли вона пізніше йде, щоб повернути сина, вона не знаходить людей, з якими вона залишила його.

## У ролях
- Брендон Херст — Сент-Аубінс старший
- Норма Толмадж — Поллі Перл
- Полетт Дювал — мадам Адріанна Кетеллір
- Емілі Фітцрой — мадам Бленч
- Джонні Фокс — Фреклс
- Альфред Дж. Гулдінг — Том Робінсон
- Джордж Гакаторн — Леонард Кернс
- Джон Хердман — Джон Кернс
- Едвін Хаббелл — лондонський хлопчик
- Доріс Ллойд — Фанні Сент-Клер
- Волтер Лонг — Блекі
- Воллес МакДональд — Леонард Сент-Аубінс
- Майлз МакКарті — містер Грейвс
- Марк МакДермотт — містер Вендовер
- Маргарет Седдон — місіс Кернс